# 389
| 389                |
| ------------------ |
| Dødsfald - Fødsler |
|                    |

| Gregoriansk kalender | 389 CCCLXXXIX           |
| Ab urbe condita      | 1142                    |
| Armensk kalender     | I/T                     |
| Kinesiske kalender   | 3085 – 3086 戊子 – 己丑 |
| Etiopisk kalender    | 381 – 382               |
| Jødisk kalender      | 4149 – 4150             |
| Hindukalendere       |                         |
| - Vikram Samvat      | 444 – 445               |
| - Shaka Samvat       | 311 – 312               |
| - Kali Yuga          | 3490 – 3491             |
| Iransk kalender      | 233 BP – 232 BP         |
| Islamisk kalender    | 240 BH – 239 BH         |

Se også 389 (tal)